# Heterodontus omanensis
Heterodontus omanensis — акула з роду різнозуба акула родини різнозубі акули (Heterodontidae). Інші назви «оманська різнозуба акула», оманська рогата акула, «оманська бичача акула».

## Опис
Загальна довжина досягає 61 см. Голова велика, її довжина складає 24,8 % усієї довжини тіла. Морда тупа. Очі помірно великі, овальні, без мигательної перетинки. Має крихітні бризкальця. Надбрівні дуги чітко виражені. Рот розташовано в кінці морди. На верхній щелепі — 30-38 робочих зубів, нижній — 31-35. Зуби в центрі щелеп дрібні, з декількома верхівками, з яких центральна є високою, бокові — маленькі. З боків щелеп зуби довгі, пласкі, з верхівками-горбиками. Тулуб циліндричний. Осьовий скелет складається з 98 хребців. Грудні плавці великі. Має 2 відносно невеликих спинних плавців з шипами (вкриті отруйним слизом). Передній спинний плавець розташовано позаду грудних плавців. Задній — між черевними та анальним плавцями. Черевні плавці великі, втім менші за грудні. Птеригоподії (статеві органи самців) доволі довгі. Анальний плавець широкий, помірного розміру. Хвостовий плавець має високу, витягнуту верхню лопать й коротку нижню лопать.
Забарвлення спини та боків жовто-коричневе, до коричневого, з сіруватим відтінком. На голові та передній частині тулуба є 4 широкі темні поперечні смуги, з розмитими краями. Спині плавці темного кольору, шипи на них — білі. Під очима є великі темні плями.

## Спосіб життя
Тримається на глибині до 72 м. Вдень відпочиває у приватних укриттях. Активна вночі та присмерку. Полює біля дна, є бентофпгом. Живиться ракоподібними, молюсками, дрібною рибою.
Це яйцекладна акула. Стосовно процесу парування і розмноження немає достатніх відомостей.
Добре витримує неволю, тому часто тримається в акваріумах.

## Розповсюдження
Мешкає в Аравійському морі, біля південно-західного узбережжя Аравійського півострова, в акваторії Оману. Звідси походять інші назви цієї акули.